# Tooele (Utah)

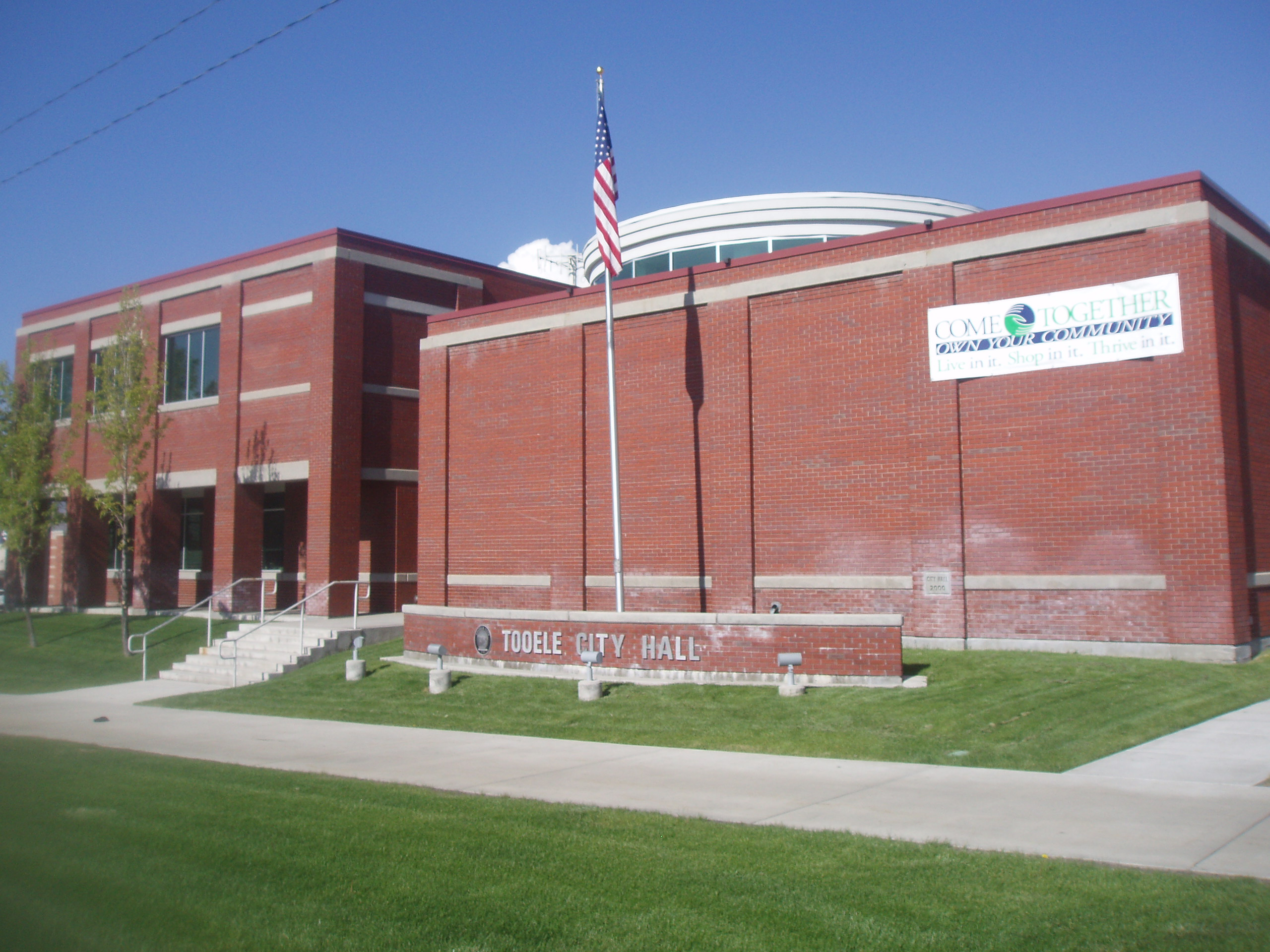

Tooele é uma cidade do estado americano de Utah. Foi fundada em 1852.
Possui uma área de 18.874 quilômetros quadrados e uma população de 22.502 habitantes. Possui uma das menores densidades demográficas do Utah, com 1,64 hab./km²

## Cultura e sociedade

### Cidade-irmã
Tooele possui uma cidade-irmã:
- Kambarka, Rússia